# Keith Gessen
Keith Gessen (Mosca, 1975) è un romanziere e editore statunitense, cofondatore di n+1, rivista semestrale di letteratura, politica e cultura fondata a New York.

## Biografia

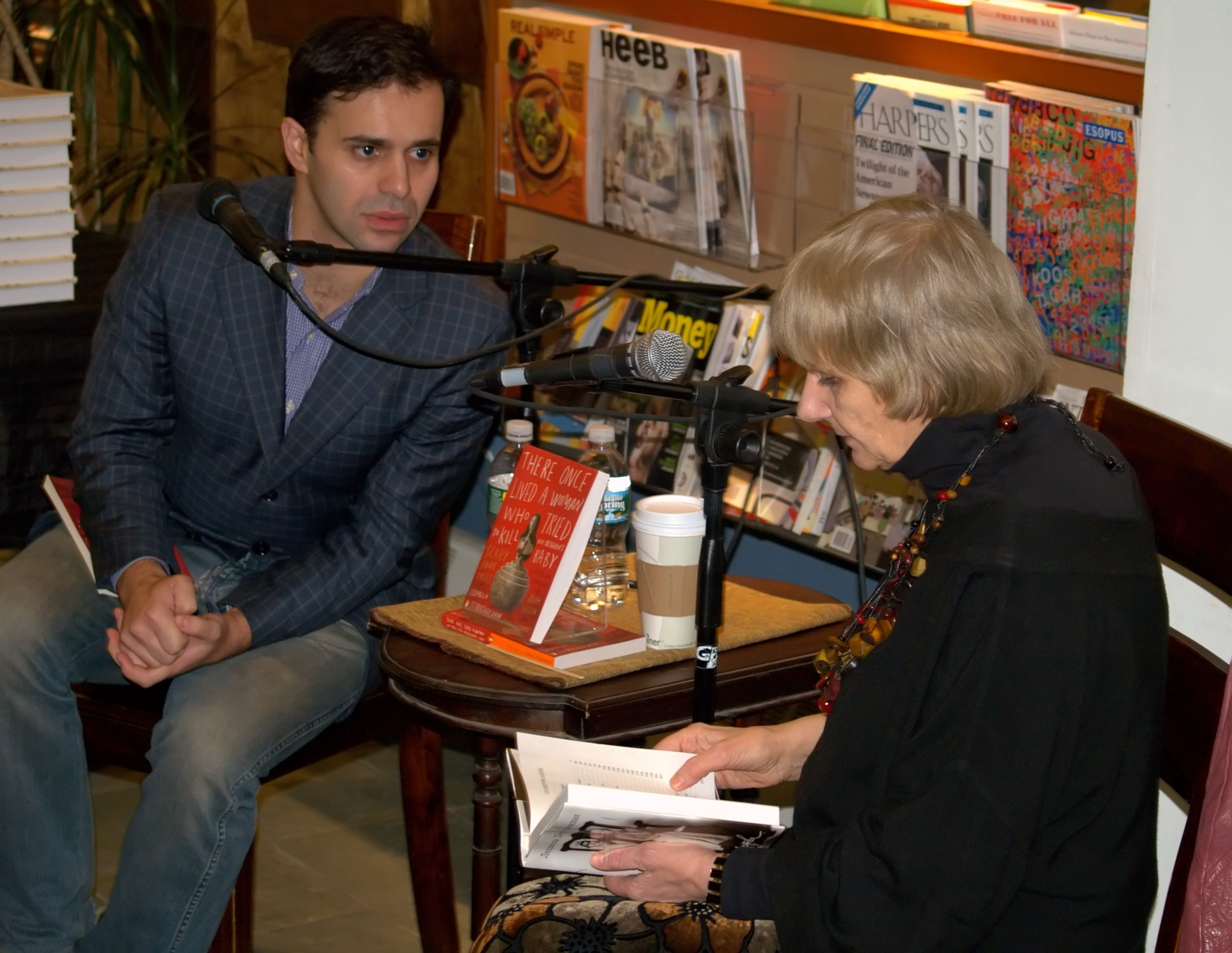
Gessen con la scrittrice russa Ljudmila Petruševskaja nel 2009.

Nato a Mosca come Kostantin Gessen, nel 1981 si trasferì negli Stati Uniti insieme alla sua famiglia.
Dopo essersi laureato ad Harvard e aver frequentato un Master in belle arti all'università di Syracuse, partecipò alla fondazione della rivista n+1.
Nel 2008 il suo esordio come romanziere: il suo Tutti gli intellettuali giovani e tristi diventa subito un vero e proprio caso editoriale, ricevendo elogi da autori del calibro di Joyce Carol Oates e Jonathan Franzen.

## Opere in lingua italiana
- Tutti gli intellettuali giovani e tristi, Torino: Einaudi 2009 (tr. Martina Testa) [All the young sad literary men, 2008]
- Un paese terribile, Torino: Einaudi 2019 (tr. Katia Bagnoli) [A terrible country, 2019]